# Habits of the Heart
Albums par Talib Kweli
Gutter Rainbows
(2011) Prisoner of Conscious
(2013)
Albums par Res
Black.Girls.Rock!
(2009) ReFried Mac EP
(2012)
Habits of the Heart est le premier album studio du groupe Idle Warship, composé du rappeur Talib Kweli et de la chanteuse Res, sorti en novembre 2011.

## Liste des titres
| No  | Titre                                                      | Auteur                                                                | Producteur(s)           | Durée |
| --- | ---------------------------------------------------------- | --------------------------------------------------------------------- | ----------------------- | ----- |
| 1.  | Enemy                                                      | S. Ballard, T. Greene, F. Samadzada                                   | Farhot                  | 3:19  |
| 2.  | The Floor                                                  | K. Ross, T. Greene, F. Samadzada                                      | Farhot                  | 4:00  |
| 3.  | God Bless My Soul                                          | S. Ballard, T. Greene, S. Mckie, C. Whitfield                         | S. Mckie & C. Whitfield | 3:10  |
| 4.  | Are You In (featuring Kay Cola)                            | S. Ballard, T. Greene, K. Cole, K. Rahman                             | DJ Khalil               | 3:11  |
| 5.  | System Addict (featuring Jean Grae & Jay Knocka)           | S. Ballard, T. Greene, T. Ibrahim, J. Wallace, K. Rahman              | DJ Khalil               | 3:35  |
| 6.  | Laser Beams                                                | S. Ballard, T. Greene, K. Rahman, P. Injeti, E. Alcok, L. Rodrigues   | DJ Khalil               | 3:23  |
| 7.  | Covered in Fantasy (featuring Chester French & John Forte) | S. Ballard, T. Greene, J. Forte, M. Drummy, C. Bashford, D.A. Wallach | Maxwell Drummy          | 5:00  |
| 8.  | Rat Race                                                   | K. Ross, T. Greene, F. Samadzada                                      | Farhot                  | 3:55  |
| 9.  | Katya (featuring Michelle Williams)                        | T. Greene, K. Ross, M. Williams, F. Samadzada                         | Farhot                  | 3:39  |
| 10. | Beautifully Bad                                            | T. Greene, C. Bashford, A. Fennell, D. Shippy, F. Samadzada           | Farhot                  | 3:36  |
| 11. | Driving Me Insane                                          | S. Ballard, T. Greene, K. Ross                                        | Farhot                  | 3:16  |

| 12. | Burning Desire | M-Phazes | 5:07 |